# 兄妹

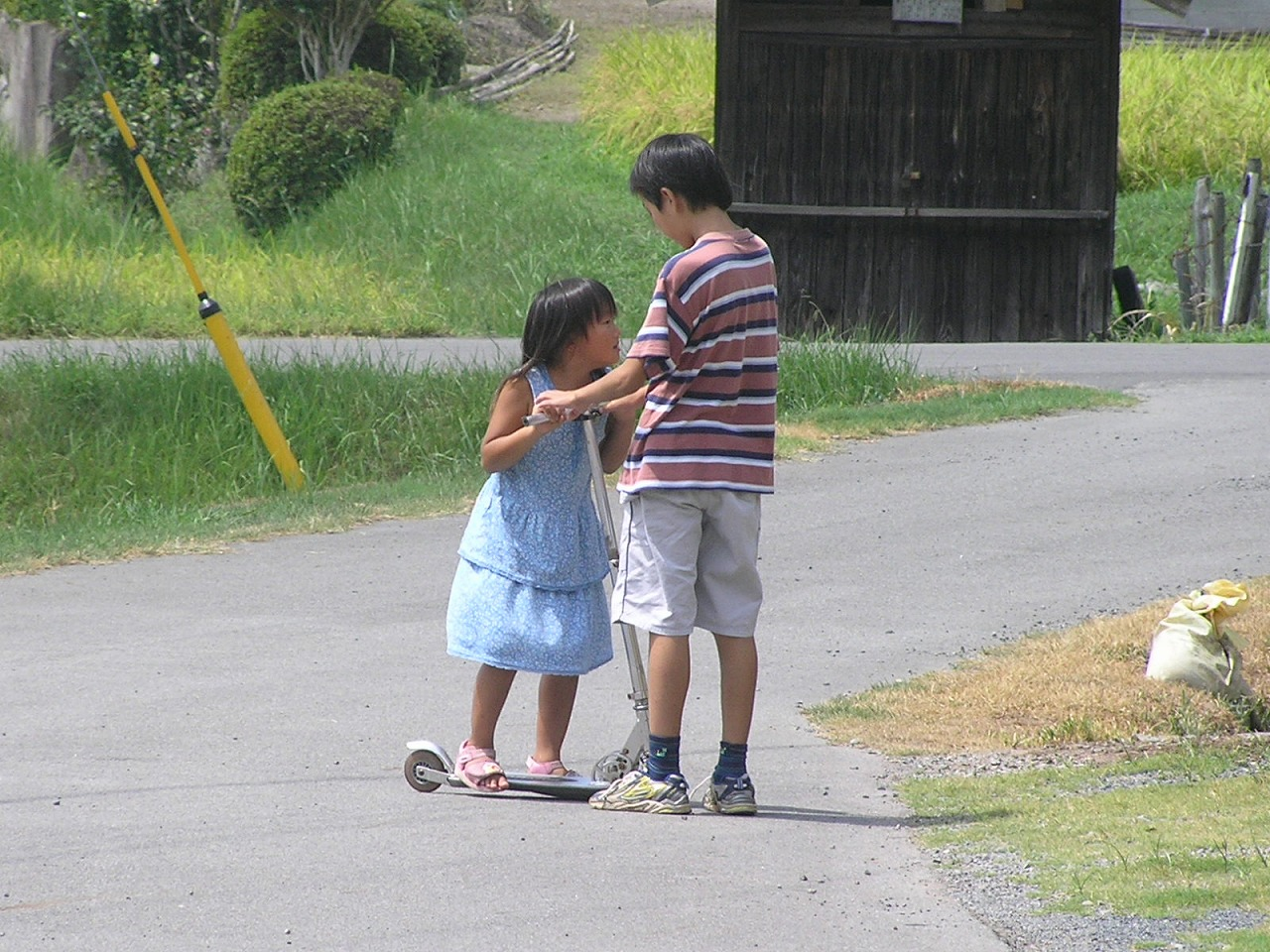
路上で仲良く遊ぶ兄妹

兄妹（けいまい、きょうだい）は、兄と妹のことである。平安時代には妹背・妹兄（いもせ）と呼ばれた。これは自分や周りからみて上が1人ないし2人以上の男であったり、下が1人ないし2人以上の女や真ん中に女がいる場合や3人以上の兄弟（男女男、女男女）の場合、上から見て上の男を兄と呼んだり、真ん中の女を妹と呼んだり、下から見て真ん中の男を兄と呼んだり、下の女を妹と呼んだりする時に多く用いられる。
なお、直系1親等である父親や母親がそれぞれの兄妹で異なる場合は、異父兄妹または異母兄妹という。

## 兄妹がモチーフの作品
- タイトルに「兄妹」を含むページの一覧
- 兄妹スパイ団事件
- 戸田家の兄妹
- 兄と妹
- ヘンゼルとグレーテル
- 兄とその妹
- あにいもうと
- 並木家の人々
- 兄に付ける薬はない!
- 男はつらいよ